# Vlakotvorba

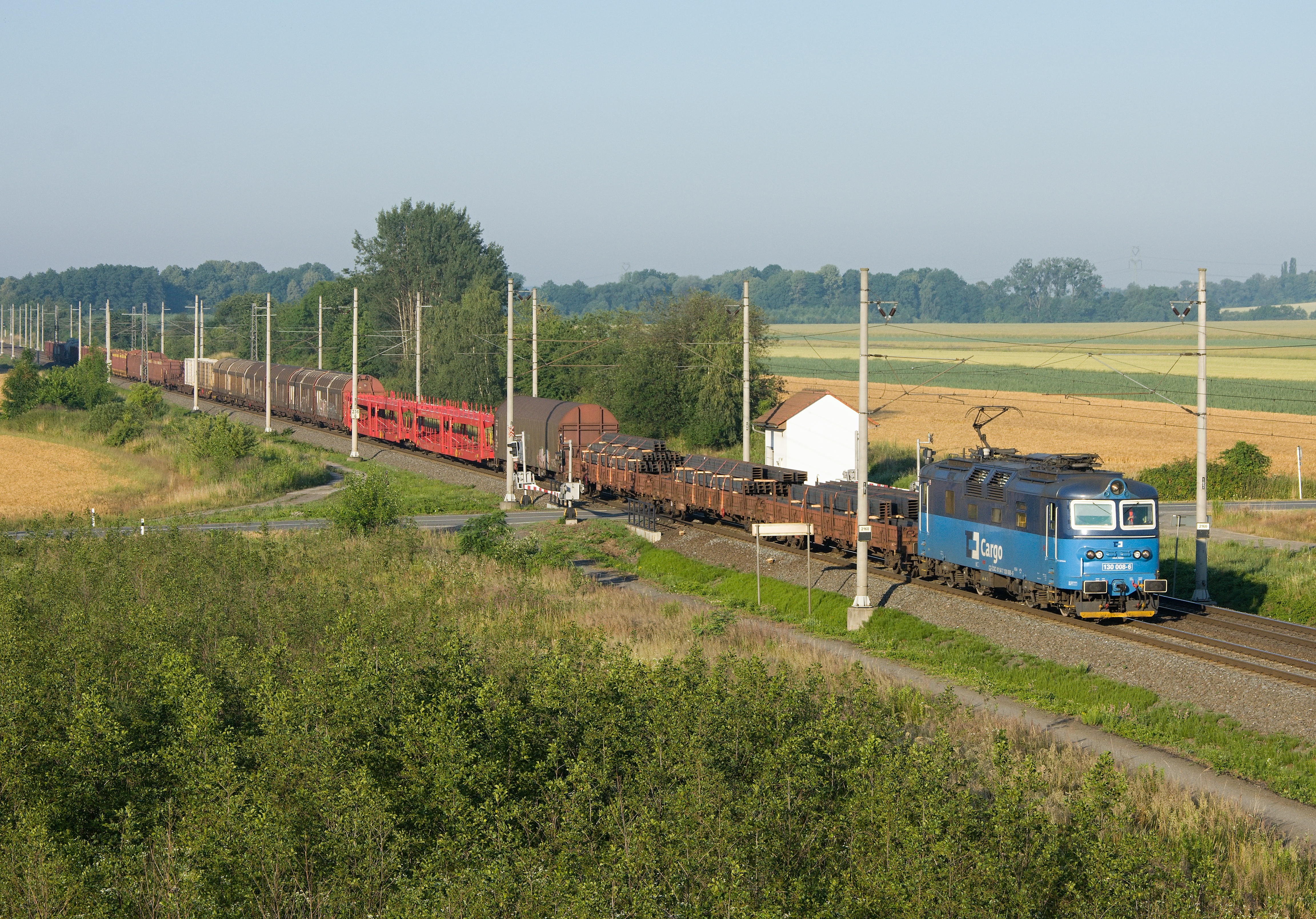
Vlak přepravující v rámci vlakotvorby jednotlivé vozy a skupiny vozů mezi vlakotvornými stanicemi

Vlakotvorba je v železniční terminologii proces vytváření nákladních vlaků z jednotlivých vozů. Zahrnuje rovněž přechod zásilek (železničních vozů a jejich skupin) mezi vlaky, které probíhá ve vlakotvorných stanicích, což jsou obvykle seřaďovací nádraží. Vlakotvorba je organizována podle tzv. plánu vlakotvorby, který určuje, do kterého vlaku patří příslušný vůz.
Do vlakotvorby nevstupují ucelené vlaky, které jedou přímo z výchozí do cílové stanice a není tedy nutné na cestě manipulovat s vozy tohoto vlaku.